# Архіпелаг Паррі
Архіпелаг Паррі (також Острови Паррі або Острови Перрі; англ. Parry Islands) — південно-західна частина Островів Королеви Єлизавети Канадського Арктичного архіпелагу. Адміністративно архіпелаг поділено між Північно-Західними територіями та територією Нунавут.

## Географія
До складу архіпелагу входять острови Прінс-Патрік, Мелвілл, Батерст, Борден, Маккензі-Кінг, Корнуолліс, Еглінтон, Байам-Мартін і навколишні дрібні острови. Архіпелаг розташований на північ від системи проток Барроу, Вайкаунт-Мелвілл, Мак-Клур і на південний захід від проток Прінс-Густав-Адольф, Маклейн, Пенні, Квінс і Веллінгтон. Загальна площа островів становить близько 100 000 км2. Майже всі острови мають низовинний рельєф, на південних островах гірські хребти заввишки до 1067 м. Клімат островів украй суворий, арктичний. Острови вкриті полярними пустелями. На острові Корнуолліс розташоване селище Резольют. Мелвілл — найбільший із островів архіпелагу, на ньому ж розташована і його найвища точка — Блу-Хіллз. Особливістю поверхні островів Мелвілл і Корнуолліс є майже повна відсутність рослинності.

## Історія
Архіпелаг названо на честь англійського полярного дослідника Вільяма Едварда Паррі.
До 1953 року назву Архіпелаг Паррі мав весь архіпелаг Острови Королеви Єлизавети.